# Karate Rock
Karate Rock è un film del 1990, diretto da Fabrizio De Angelis. Il film è noto anche col titolo Il ragazzo dalle mani d'acciaio.

## Trama
Kevin Foster è un ragazzo che si trasferisce con la sua famiglia a Bend, nell'Oregon. Kevin è un appassionato di musica rock e sogna di diventare un musicista. All'inizio, Kevin ha difficoltà a farsi accettare dai suoi nuovi compagni di scuola, soprattutto da Jeff Hunter, un ragazzo popolare che è anche un esperto di karate. Un giorno, Kevin e Jeff litigano per una ragazza e Jeff sfida Kevin a un incontro di karate. Kevin perde l'incontro e viene umiliato.
Determinato a vendicarsi, Kevin chiede aiuto a Billy Evans, un ex collega del padre che è stato istruttore di karate nella polizia. Billy accetta di insegnare a Kevin il karate e Kevin inizia a allenarsi duramente. Dopo un po' di tempo, Kevin diventa un esperto di karate e sfida Jeff a un nuovo incontro. Questa volta, Kevin vince l'incontro e diventa il campione di karate della scuola.
Kevin ha finalmente realizzato il suo sogno e, con l'aiuto di Billy, è diventato un ragazzo migliore e più sicuro di sé.